# Pathum Nissanka
Pathum Nissanka Silva (* 18. Mai 1998 in Galle, Sri Lanka) ist ein sri-lankischer Cricketspieler, der seit 2021 für die sri-lankischen Nationalmannschaft spielt.

## Kindheit und Ausbildung
Nissanka begann das Cricket-Spiel mit fünf Jahren auf Initiative seines Vaters. In der Schule spielte er für Kalutara Vidyalaya und Isipathana College und konnte schon dort herausragen. Daraufhin wurde er für das U19-Nationalteam Sri Lankas ausgewählt und spielte mit diesem gegen Südafrika und wurde für eine Reise nach England ausgewählt, bei der das sri-lankische Team sich durchsetzen konnte.

## Aktive Karriere
Nachdem Nissanka gute Leistungen im nationalen Cricket erzielt hatte, rückte er in das Umfeld des Nationalteams auf. In einem Tour Match gegen England im Oktober 2018 wurde er beim Fielding vom Ball am Kopf getroffen und musste ins Krankenhaus eingeliefert werden. Nachdem er dann weitere gute Leistungen im heimischen Cricket vollbrachte, wurde er im Februar 2021 für den Kader der Tour in den West Indies nominiert. Nachdem er bei der Tour seine ersten Twenty20s und ODIs bestritten hatte, wurde er auch für die Test-Serie nominiert. Dort erzielte er in seinem ersten Test ein Century über 103 Runs aus 252 Bällen. Im zweiten Spiel der Serie fügte er ein Fifty über 51 Runs hinzu. Daraufhin erhielt er vereinzelte Nominierungen im Nationalteam, unter anderem für den ICC Men’s T20 World Cup 2021. Dort erzielte er in der Vorrunde gegen Irland ein Fifty über 61 Runs, bevor ihm in der Super-12-Runde gegen Südafrika (72 Runs) und die West Indies (51 Runs) zwei weitere gelangen.
Nach dem Turnier kamen die West Indies nach Sri Lanka, wobei ihm in der Test-Serie drei Half-Centuries gelangen (56, 73 und 66 Runs). Daraufhin folgte eine ODI-Serie gegen Simbabwe, bei dem er zwei weitere Fifties (75 und 55 Runs) erzielte. In Australien gelang ihm im Februar dann ein weiteres Fifty in der Twenty20-Serie (73 Runs). Zum Abschluss der Saison 2021/22 reiste er mit dem Team nach Indien. Dort erreichte er ein Fifty in den Twenty20s (75 Runs) und ein weiteres in den Tests (61* Runs). Jedoch zog er sich dann eine Rückenverletzung zu und musste die Tour abbrechen. Im Sommer gelang ihm in der ODI-Serie gegen Australien zunächst ein Fifty über 56 Runs, bevor er ein Century über 137 Runs aus 147 Bällen folgen ließ. Für letzteres wurde er als Spieler des Spiels ausgezeichnet.
Es folgte eine Nominierung für den Asia Cup 2022. Dort erzielte er gegen Indien 52 und gegen Pakistan 55* Runs, womit er den Finaleinzug ermöglichte, der dann im Titelgewinn mündete. Beim ICC Men’s T20 World Cup 2022 erreichte er dann zunächst gegen die Vereinigten Arabischen Emirate ein Half-Century über 74 Runs, wofür er als Spieler des Spiels ausgezeichnet wurde. Im letzten Spiel konnte er dann ein weiteres Fifty (67 Runs) gegen England erzielen.